# Фордайс (Небраска)
Фордайс (англ. Fordyce) — селище (англ. village) в США, в окрузі Седар штату Небраска. Населення — 134 особи (2020).

## Географія
Фордайс розташований за координатами 42°41′54″ пн. ш. 97°21′46″ зх. д. / 42.69833° пн. ш. 97.36278° зх. д. (42.698217, -97.362773).  За даними Бюро перепису населення США в 2010 році селище мало площу 0,38 км², уся площа — суходіл.

## Демографія
Згідно з переписом 2010 року, у селищі мешкало 139 осіб у 60 домогосподарствах у складі 41 родини. Густота населення становила 369 осіб/км².  Було 64 помешкання (170/км²).
Расовий склад населення:
| - 98,6 % — білих |

До двох чи більше рас належало 1,4 %. Частка іспаномовних становила 6,5 % від усіх жителів.
За віковим діапазоном населення розподілялося таким чином: 25,2 % — особи молодші 18 років, 54,7 % — особи у віці 18—64 років, 20,1 % — особи у віці 65 років та старші. Медіана віку мешканця становила 44,8 року. На 100 осіб жіночої статі у селищі припадало 113,8 чоловіків;  на 100 жінок у віці від 18 років та старших — 100,0 чоловіків також старших 18 років.
Середній дохід на одне домашнє господарство  становив 50 600 доларів США (медіана — 41 563), а середній дохід на одну сім'ю — 57 624 долари (медіана — 45 625). За межею бідності перебувало 10,0 % осіб, у тому числі 18,5 % дітей у віці до 18 років та 20,0 % осіб у віці 65 років та старших.
Цивільне працевлаштоване населення становило 75 осіб. Основні галузі зайнятості: виробництво — 21,3 %, роздрібна торгівля — 14,7 %, сільське господарство, лісництво, риболовля — 12,0 %, будівництво — 10,7 %.